# 本土植物

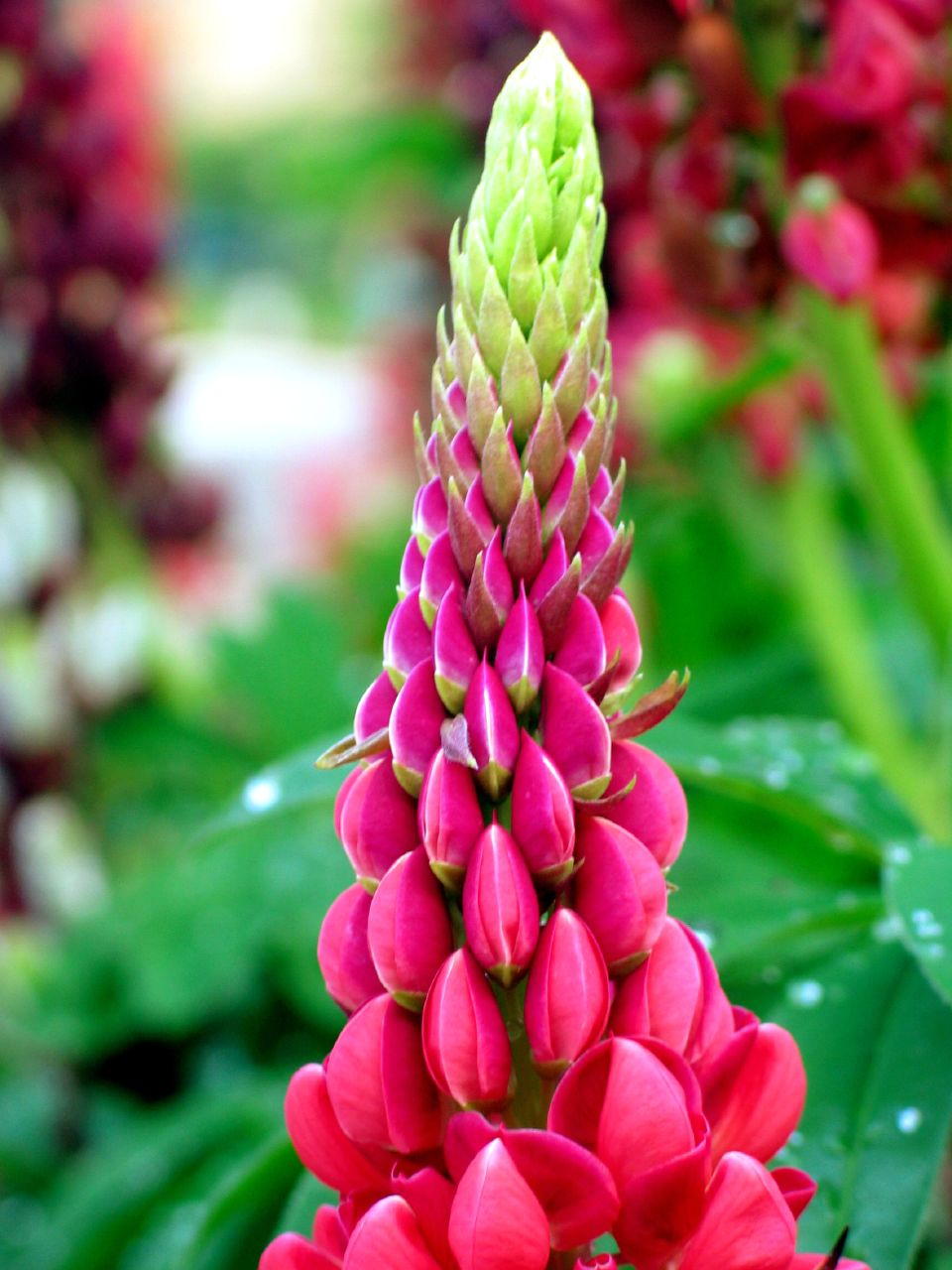
在美洲，羽扇豆是原生植物。

本土植物又稱原生植物，是指非外來植物，未經人類因素移植，原先自然存在生長於該地的植物，即屬於植物的本土物種。一般而言，本土植物是指在新石器时代之前就分布在该地的植物, 或是新石器时代之后与人类无关的方式到达该地区的植物。

## 各地本土植物

### 香港

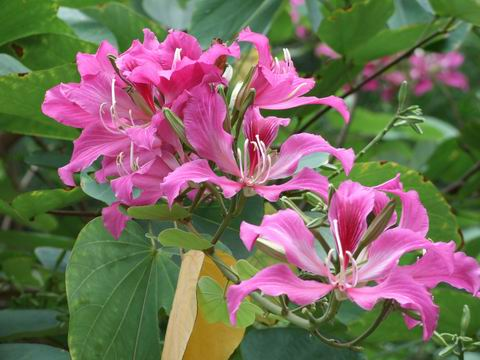
洋紫荊
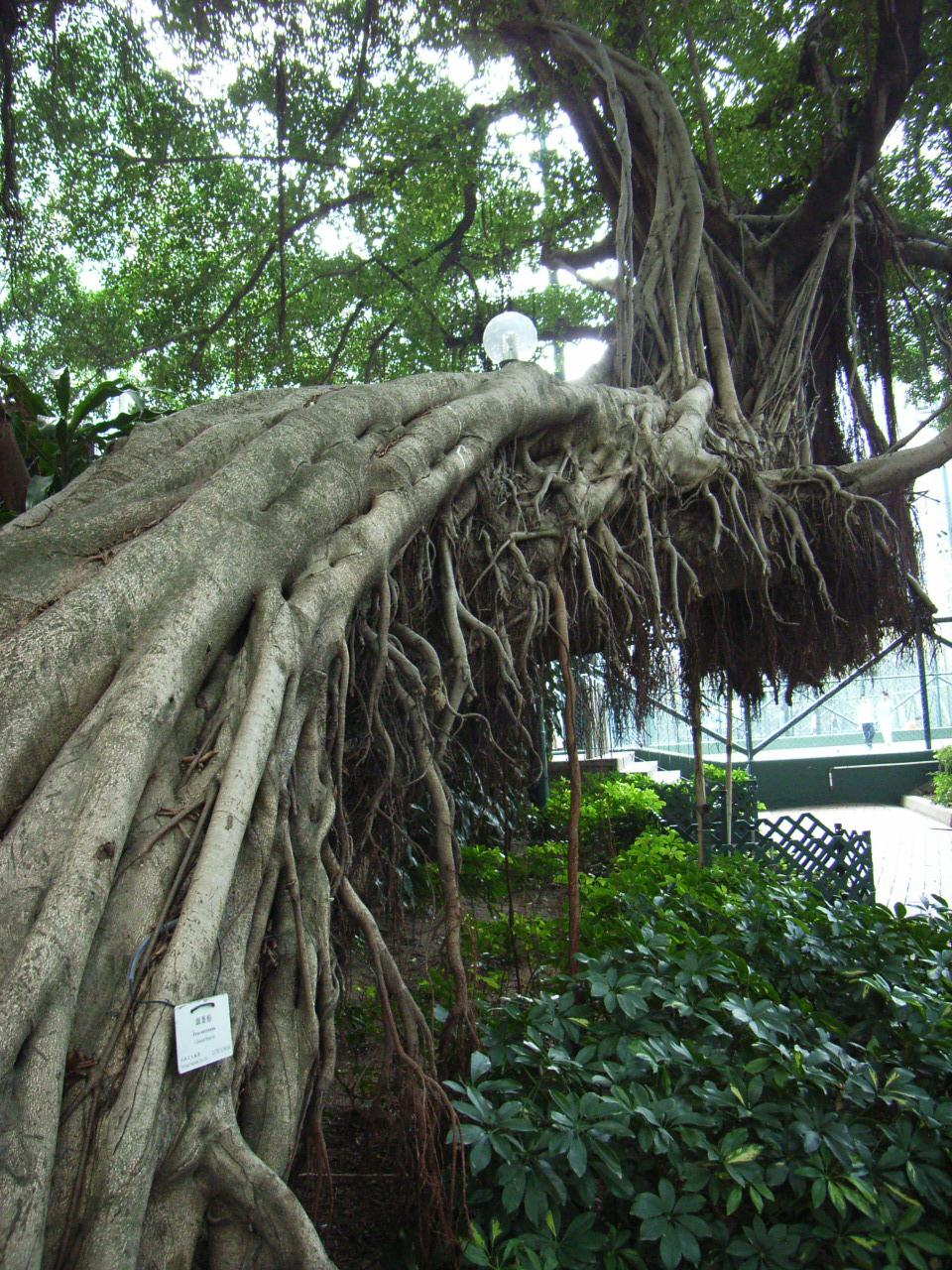
細葉榕
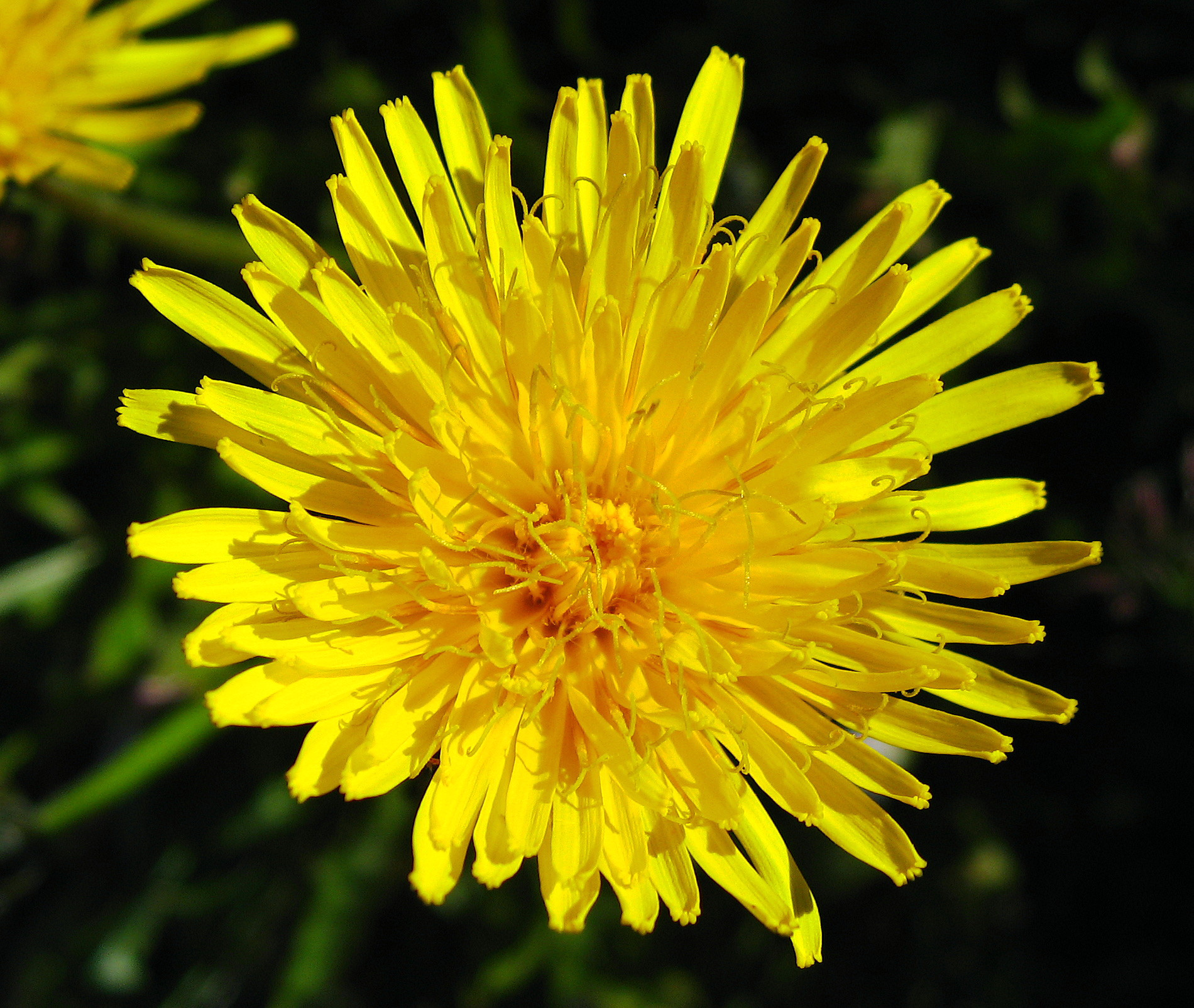
蒲公英
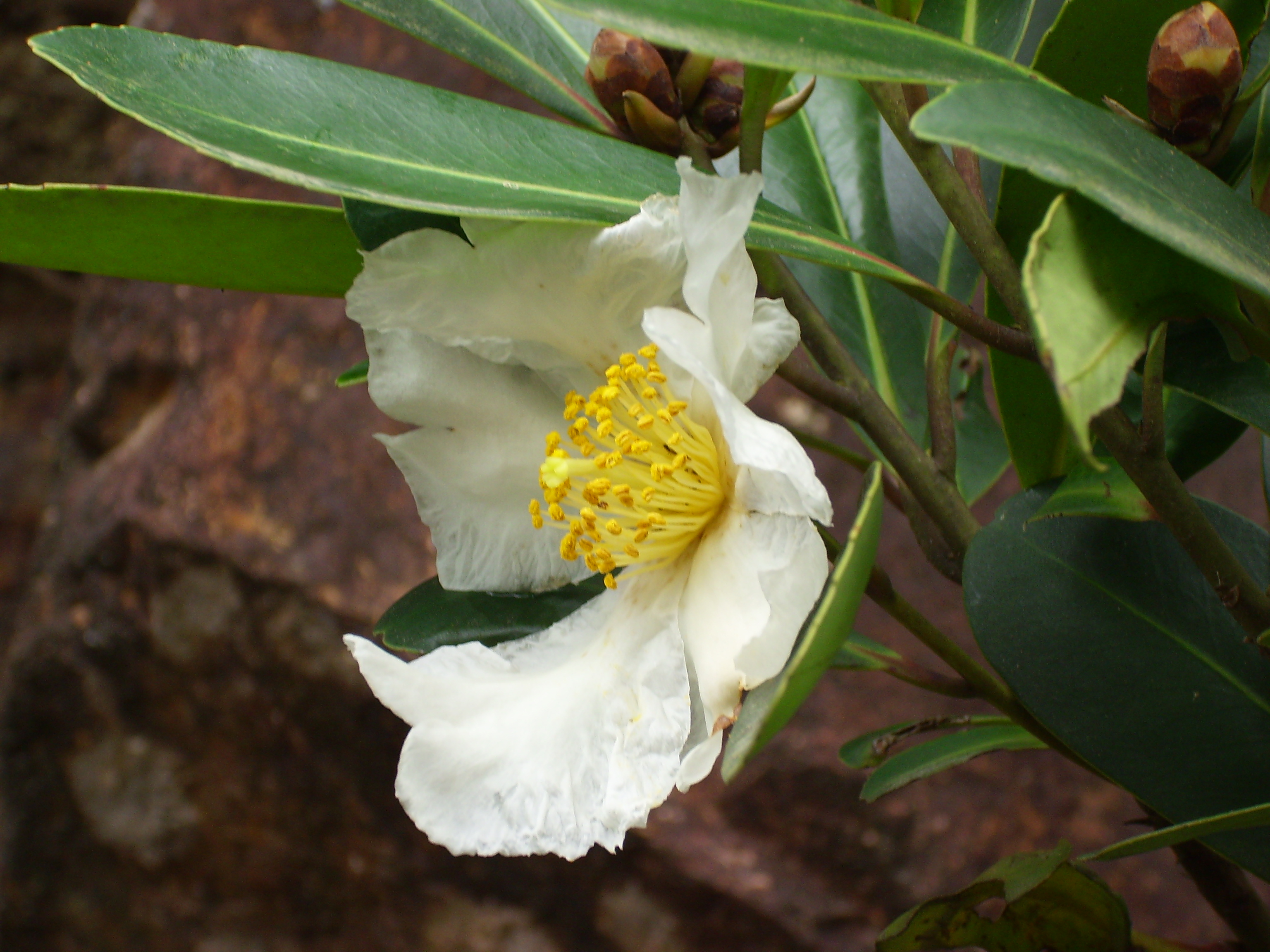
大頭茶

## 另見
- 生物多樣性
- 盆栽
- 植物改良法
- 原產地